# Красная Горка (Всеволожский район)
Кра́сная Го́рка (фин. Ollikkaismäki, Ollikaismäki, Kaltaisen kylä) — деревня в Колтушском городском поселении Всеволожского района Ленинградской области.
Раньше называлась Кальтинской (Калтинской, Калтиной) Пустошью.

## История
Первое картографическое упоминание — деревня Колтынская Пустошь на карте окружности Санкт-Петербурга 1810 года, затем деревня Калтинская Пустошь на карте Санкт-Петербургской губернии, составленной Ф. Ф. Шубертом в 1834 году.

КАЛТИНСКАЯ ПУСТОШЬ — деревня принадлежит ротмистру Александру Чоглокову, жителей 31 м. п., 40 ж. п. (1838 год)

На Плане генерального межевания Шлиссельбургского уезда, упоминается как деревня Калтина Пустошь.
В пояснительном тексте к этнографической карте Санкт-Петербургской губернии П. И. Кёппена 1849 года она записана как деревня «Sagrowa» (Калтинская Пустошь и Куйвара), население которой по состоянию на 1848 год составляли: савакоты — 54 м. п., 72 ж. п., финляндские карелы — 21 м. п., 13 ж. п., всего 160 человек.

КАЛТИНСКАЯ — деревня г. Чоглокова, по просёлкам; 10 дворов, 29 душ м. п. (1856 год)

Число жителей деревни Калтинская Пустошь по X-ой ревизии 1857 года: 37 м. п., 32 ж. п..
В 1860 году в деревне Калтинская Пустошь было 10 дворов.

КОЛТИНСКАЯ ПУСТОШЬ — деревня владельческая, при колодцах; 11 дворов, жителей 37 м п., 33 ж. п., (1862 год)

Согласно подворной переписи 1882 года в деревне проживали 15 семей, число жителей: 47 м. п., 40 ж. п., лютеране: 30 м. п., 27 ж. п., разряд крестьян — собственники, а также пришлого населения 4 семьи, в них: 7 м. п., 7 ж. п., все лютеране.
В 1885 году деревня насчитывала 22 двора. По данным Материалов по статистике народного хозяйства в Шлиссельбургском уезде 1885 года, 7 крестьянских дворов в деревне Калтинская Пустошь (или 47 % всех дворов), занимались молочным животноводством, 2 крестьянских двора (или 13 % всех дворов), выращивали на продажу смородину.
В 1893 году, согласно карте Шлиссельбургского уезда, деревня Кальтинская Пустошь насчитывала 17 крестьянских дворов.

КАЛЬТИНСКАЯ ПУСТОШЬ — деревня на земле Оровского сельского общества при земской дороге; 23 двора, 67 м. п., 76 ж. п., всего 143 чел.; смежно с деревней Куйвары (Куйворы) (1896 год)

В конце XIX — начале XX века деревня административно относилась к Колтушской волости 2-го стана Шлиссельбургского уезда Санкт-Петербургской губернии. Население деревни было однородным — финским.

КАЛЬТИНСКАЯ ПУСТОШЬ — деревня Куйворовского сельсовета Ленинской волости, 31 хозяйство, 119 душ.

Из них: русских — 15 хозяйств, 42 души; финнов-ингерманландцев — 12 хозяйств, 55 душ; финнов-суоми — 3 хозяйства, 16 душ; (1926 год)

По переписи населения 1926 года деревня ещё называлась Кальтинской Пустошью, а по административным данным 1933 года деревня уже называлась Красная Горка и относилась к Куйворовскому финскому национальному сельсовету. Переименование носило идеологический характер.
В 1938 году население деревни составляло 170 человек, все финны.

КРАСНАЯ ГОРКА — деревня Колтушского сельсовета, 174 чел. (1939 год)

14 апреля 1939 года был образован Красногорский сельский Совет депутатов трудящихся с центром в деревне Красная Горка. К Красногорскому сельсовету отношли следующие населённые пункты: колония Смольная и деревня Ковалёво (современный посёлок Ковалёво) — из Всеволожского сельсовета; деревни Озерки (Озерки-1 и Озерки-2), Старая Пустошь, Красная Горка, Сельцы (современное Воейково), Хирвости, Суоранда, Пундолово, Орово, Куйворы, Вернее и Нижнее Кальтино, Янино (современное Янино-2) и колония Янино (современное Янино-1) — из Колтушского сельсовета.

План деревни Красная Горка. 1939 год

В 1940 году деревня насчитывала 29 дворов.
В 1941 году в Красногорском сельсовете работали колхозы: «1-е Мая», «им. 7-го Съезда», «им. Кирова», «Коминтерн», «Победа», «Ударник» и «Uusi elämä» (финский колхоз «Новая жизнь» в деревне Лиголамби).
До 1942 года — место компактного проживания ингерманландских финнов.
В 1943 году в Красногорском сельсовете работали: торфопредприятие «Янино» и колхоз «Янино».
В 1944 году в Красной Горке действовали начальная школа и фельдшерский пункт.
В 1945 году Красную Горку радиофицировали.
В 1949 году населённые пункты сельсовета были электрифицированы.
В 1959 году к Красногорскому сельсовету относились деревни: Красная Горка, Озерки-1, Кальтино, Куйворы, Орово, Лиголамби, Янино, Хирвости, Суоранда, Старая Пустошь, колония Янино, посёлок Воейково и посёлок при станции Ковалево. При сельсовете работали два совхоза: «Янино» и «Всеволжский», 4 начальные школы и 2 фельдшерских пункта.
20 марта 1959 года Красногорский сельсовет был упразднен и перешёл в состав Колтушского сельсовета.
По данным 1966, 1973 и 1990 годов деревня Красная Горка входила в состав Колтушского сельсовета.
В 1997 году в деревне проживал 51 человек, в 2002 году — 59 человек (русских — 83 %), в 2007 году — 35.

## География
Деревня расположена в юго-западной части района на Колтушской возвышенности на автодороге 41К-078 (Санкт-Петербург — Всеволожск).
Расстояние до административного центра поселения — 3 км.
Расстояние до ближайшей железнодорожной платформы Всеволожская — 5 км.
Деревня находится к югу от деревень Кальтино и Куйворы и к северу от деревни Колбино.

## Демография
| 1862 | 2007 | 2010 | 2017 |
| ---- | ---- | ---- | ---- |
| 70   | ↘35  | ↗45  | ↗74  |

Национальный состав
Согласно данным Всероссийской переписи населения 2021 года в деревне проживали 166 человек, из них:
 русские — 155, таджики — 8, не указали национальность — 3 человека.

## Инфраструктура
Деревня закреплена за МОУ «Колтушская средняя общеобразовательная школа имени академика И. П. Павлова».
В деревне строится православная церковь Благовещения Пресвятой Богородицы, одноалтарная, высотой 16,4 м, с тремя колоколами.
Кладбище «Красная Горка» располагается в 1,7 километра южнее.
Через деревню проходит газопровод высокого давления.

## Административное подчинение
Деревня Кальтина Пустошь:
- с 1 марта 1917 года — в Куйворовском сельсовете Колтушской волости Шлиссельбургского уезда.
- с 1 февраля 1923 года — в Куйворовском сельсовете Ленинской волости Ленинградского уезда.
- с 1 августа 1927 года — в Куйворовском сельсовете Ленинского района Ленинградского округа.
- с 1 июля 1930 года — в Куйворовском сельсовете Ленинградского Пригородного района.

Деревня Красная Горка:
- с 1 января 1931 года — в Куйворовском сельсовете Ленинградского Пригородного района.
- с 1 августа 1934 года — в Колтушском сельсовете
- с 1 августа 1936 года — в Красногорском сельсовете Всеволожского района
- с 1 марта 1959 года — в Колтушском сельсовете[39]

## Фото

Деревня Красная Горка. 2010 год

## Улицы
Дачный переулок, Карьерный переулок, Константиновский переулок, Круговая, Надежды, Озёрная.